# Eurystyles actinosophila
Eurystyles actinosophila é uma espécie de orquídea (Orchidaceae) que existe no sudeste e sul do Brasil e nordeste da Argentina.